# 2001 OM108
2001 OM108, também escrito como 2001 OM108, é um objeto transnetuniano (TNO) que está localizado no cinturão de Kuiper, uma região do Sistema Solar. Ele é classificado como um cubewano. O mesmo possui uma magnitude absoluta de 8,0 e tem um diâmetro com cerca de 111 km.

## Descoberta
2001 OM108 foi descoberto no dia 25 de julho de 2001 pelo astrônomo B. Gladman.

## Órbita
A órbita de 2001 OM108 tem uma excentricidade de 0,037 e possui um semieixo maior de 46,054 UA. O seu periélio leva o mesmo a uma distância de 44,342 UA em relação ao Sol e seu afélio a 47,766 UA.